# Колос Сергій Григорович
Сергій Григорович Колос (26 вересня (8 жовтня) 1888, Санкт-Петербург — 19 грудня 1969, Київ) — український мистецтвознавець, маляр, громадський діяч, майстер художнього ткацтва, графік і педагог. Автор творів декоративно-ужиткового мистецтва, дослідник українського народного мистецтва. 

## Біографія
Художню освіту здобував у Неаполі, Ніцці, Мюнхені та в Українській академії мистецтв у Києві (у Михайла Бойчука).
Після закінчення 1906 року морського кадетського корпусу він поступив до Лісового інституту. Через рік був виключений з інституту через політичні мотиви. З 1910 року переїжджає в Україну. Під час навчання у Львівському університеті він познайомився з Іваном Франком, іншими діячами української культури. Подорожі Карпатами розбудили інтерес до народної творчості. Під час революційних подій 1917 року Сергій Колос проявив громадянську активність: був членом президії Українського національного конгресу та членом Центральної Ради.
1919 року працював над розписами Луцьких казарм і над оформленням театру опери та балету до 1-го Всеукраїнського з'їзду волосних виконкомів у Києві.
Його педагогічна діяльність розпочалася у 1920-х роках, коли він, ще студентом-старшокурсником, викладав на підготовчих курсах Української академії мистецтв. Також Сергій Колос був головою Студентської Ради, першого органу студентського самоврядування в Українській академії мистецтв, та секретарем Академії. Зразу ж після закінчення навчання він, продовжуючи працювати секретарем, викладав живопис, малюнок та композицію, також працював в Київських текстильних майстернях. Після реорганізації вишу і створення нових фахових відділень на факультеті живопису з 1925 до 1930 року очолював текстильне відділення. Сергій Колос був головою Текстильно-фахової предметової комісії Київського художнього інституту, секретарем фахової Комісії Художньо-промислового факультету.
З 1921 року — художник навчально-ткацьких майстерень у Дігтярах на Чернігівщині.

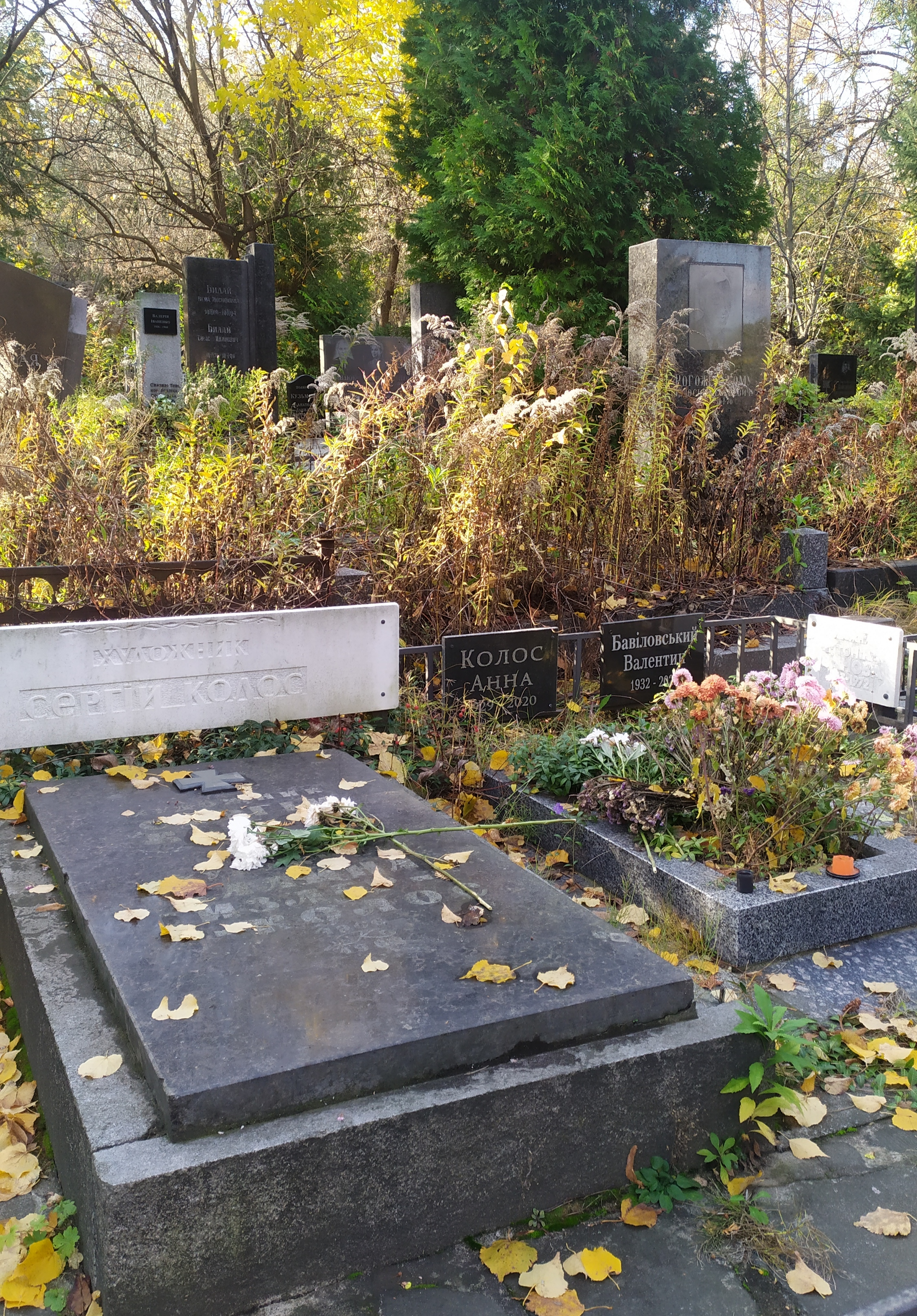
Могила Сергія Колоса та його родини, Байкове кладовище

В основу своєї педагогічної методики Сергій Колос поклав принципи, розроблені його вчителем. Наслідуючи Михайла Бойчука у ґрунтовному вивченні доробку традиційного народного мистецтва, Колос написав ряд наукових праць і виступав у періодиці. Співавтор альбому «Вбрання» з серії «Українське народне мистецтво».
Помер на 82-му році життя 19 грудня 1969 року. Похований разом з родиною на Байковому кладовищі.

### Родина
- Дружина — художниця Галина Гізлер (1906—1983).
- Донька — архітекторка Ганна Колос (1929—2020).
  - Онука — художниця Анничка Колос (нар. 1969).
  - Зять — художник, архітектор Валентин Бавиловський (1932—2022).

## Вшанування пам'яті
- У Києві на його честь названо вулицю.